# Championnat de Croatie de football 2000-2001
Navigation
Saison précédente Saison suivante
La saison 2000-2001 du Championnat de Croatie de football est la 10e édition de la première division croate.
Le championnat change de nouveau de formule cette saison. Les 12 équipes de 1re division sont groupées au sein d'une poule unique où chaque équipe rencontre ses adversaires deux fois, à domicile et à l'extérieur. À la fin de cette première phase, les six premiers disputent une poule pour le titre, tandis que les six derniers jouent une poule de relégation, avec un barrage contre un club de D2 pour le dernier de cette poule.
C'est l'Hajduk Split qui termine en tête du championnat et met fin au règne du Dinamo Zagreb, tenant du titre depuis cinq ans. Le club remporte le 4e titre de champion de Croatie de son histoire. Le Dinamo Zagreb conserve malgré tout la Coupe de Croatie, en battant en finale l'Hajduk Split.

## Les 12 clubs participants
| - Hajduk Split - NK Zagreb - NK Osijek - Dinamo Zagreb - NK Slaven Belupo - NK Cakovec - Promu de D2 | - NK Varteks Varazdin - NK Rijeka - HNK Šibenik - HNK Cibalia - NK Marsonia - Promu de D2 - NK Hrvatski Dragovoljac Zagreb |

## Compétition
Le barème de points servant à établir les différents classements se décompose ainsi :
- Victoire : 3 points
- Match nul : 1 point
- Défaite, forfait ou abandon du match : 0 point

### Première phase

#### Classement
| Rang | Équipe                  | Pts | J  | G  | N  | P  | Bp | Bc | Diff |
| ---- | ----------------------- | --- | -- | -- | -- | -- | -- | -- | ---- |
| 1.   | Dinamo Zagreb T         | 46  | 22 | 13 | 7  | 2  | 49 | 23 | +26  |
| 2.   | NK Osijek               | 44  | 22 | 13 | 5  | 4  | 49 | 28 | +21  |
| 3.   | Hajduk Split            | 41  | 22 | 12 | 5  | 5  | 39 | 16 | +23  |
| 4.   | NK Zagreb               | 34  | 22 | 10 | 4  | 8  | 43 | 38 | +5   |
| 5.   | NK Slaven Belupo        | 32  | 22 | 8  | 8  | 6  | 28 | 23 | +5   |
| 6.   | NK Varteks Varaždin     | 32  | 22 | 8  | 8  | 6  | 42 | 36 | +6   |
| 7.   | NK Čakovec P            | 27  | 22 | 7  | 6  | 9  | 19 | 28 | -9   |
| 8.   | HNK Šibenik             | 26  | 22 | 7  | 5  | 10 | 21 | 30 | -9   |
| 9.   | NK Hrvatski Dragovoljac | 23  | 22 | 6  | 5  | 11 | 28 | 45 | -17  |
| 10.  | HNK Cibalia             | 20  | 22 | 3  | 11 | 8  | 23 | 38 | -15  |
| 11.  | HNK Rijeka              | 19  | 22 | 5  | 4  | 13 | 17 | 32 | -15  |
| 12.  | NK Marsonia P           | 16  | 22 | 4  | 4  | 14 | 28 | 49 | -21  |

| Légende : Qualifications et relégations | Légende : Qualifications et relégations          |
| --------------------------------------- | ------------------------------------------------ |
|                                         | Participation à la poule pour le titre           |
|                                         | Participation à la poule de promotion-relégation |

#### Matchs
| Résultats (▼dom., ►ext.)       | Cib | Cak | Din | Haj | Hrv | Mar | Osi | Rij | Sla | Sib | Var | Zag |
| HNK Cibalia                    |     | 3-2 | 1-1 | 0-2 | 0-0 | 1-1 | 1-1 | 1-2 | 0-0 | 1-1 | 1-1 | 0-2 |
| NK Čakovec                     | 1-0 |     | 0-0 | 2-0 | 2-1 | 1-0 | 0-1 | 1-0 | 0-0 | 1-0 | 2-2 | 1-1 |
| Dinamo Zagreb                  | 6-1 | 3-0 |     | 3-2 | 2-1 | 4-1 | 0-1 | 4-1 | 5-1 | 2-0 | 0-4 | 3-2 |
| Hajduk Split                   | 1-1 | 3-1 | 0-1 |     | 4-0 | 2-0 | 1-1 | 3-0 | 2-1 | 0-0 | 2-0 | 2-0 |
| NK Hrvatski Dragovoljac Zagreb | 0-2 | 2-0 | 0-5 | 1-3 |     | 4-2 | 1-0 | 0-0 | 1-1 | 2-1 | 3-1 | 1-2 |
| NK Marsonia                    | 3-3 | 0-1 | 2-3 | 0-5 | 2-2 |     | 2-5 | 2-0 | 2-1 | 0-1 | 1-1 | 2-3 |
| NK Osijek                      | 3-0 | 4-3 | 1-1 | 2-1 | 6-2 | 1-2 |     | 1-2 | 3-0 | 2-0 | 4-1 | 4-3 |
| NK Rijeka                      | 1-2 | 1-1 | 0-1 | 0-0 | 2-0 | 2-0 | 2-3 |     | 0-1 | 0-1 | 2-2 | 0-1 |
| NK Slaven Belupo               | 0-0 | 0-0 | 1-1 | 2-0 | 2-1 | 3-1 | 0-0 | 1-0 |     | 3-1 | 7-1 | 1-0 |
| HNK Šibenik                    | 3-3 | 3-0 | 0-0 | 0-3 | 3-5 | 1-0 | 1-0 | 1-0 | 1-0 |     | 1-1 | 1-3 |
| NK Varteks Varazdin            | 3-0 | 1-0 | 1-1 | 1-1 | 4-0 | 3-0 | 2-3 | 6-1 | 1-1 | 2-1 |     | 2-1 |
| NK Zagreb                      | 4-2 | 3-0 | 3-3 | 0-2 | 1-1 | 2-5 | 3-3 | 0-1 | 3-2 | 2-0 | 4-2 |     |

### Seconde phase
Avant le démarrage de la seconde phase, les équipes conservent la moitié (arrondi par excès) des points obtenus lors de la première phase.

#### Poule pour le titre
| Rang | Équipe              | Pts | J  | G  | N  | P  | Bp | Bc | Diff |
| ---- | ------------------- | --- | -- | -- | -- | -- | -- | -- | ---- |
| 1.   | Hajduk Split        | 66  | 32 | 20 | 6  | 6  | 66 | 23 | +43  |
| 2.   | Dinamo Zagreb T C   | 65  | 32 | 19 | 8  | 5  | 70 | 36 | +34  |
| 3.   | NK Osijek           | 57  | 32 | 17 | 6  | 9  | 61 | 47 | +14  |
| 4.   | NK Varteks Varaždin | 45  | 32 | 12 | 9  | 11 | 56 | 56 | 0    |
| 5.   | NK Slaven Belupo    | 44  | 32 | 11 | 11 | 10 | 39 | 37 | +2   |
| 6.   | NK Zagreb           | 38  | 32 | 11 | 5  | 16 | 51 | 58 | -7   |

| Légende : Qualifications et relégations | Légende : Qualifications et relégations        |
| --------------------------------------- | ---------------------------------------------- |
|                                         | Qualifié pour la Ligue des champions 2001-2002 |
|                                         | Qualifié pour la Coupe UEFA 2001-2002          |
|                                         | Qualifié pour la Coupe Intertoto 2001          |

#### Poule de relégation
| Rang | Équipe                         | Pts | J  | G  | N  | P  | Bp | Bc | Diff |
| ---- | ------------------------------ | --- | -- | -- | -- | -- | -- | -- | ---- |
| 1.   | HNK Šibenik                    | 43  | 32 | 12 | 7  | 13 | 40 | 40 | 0    |
| 2.   | NK Čakovec P                   | 39  | 32 | 10 | 9  | 13 | 28 | 37 | -9   |
| 3.   | HNK Cibalia                    | 33  | 32 | 5  | 18 | 9  | 31 | 45 | -14  |
| 4.   | HNK Rijeka                     | 33  | 32 | 9  | 6  | 17 | 30 | 44 | -14  |
| 5.   | NK Hrvatski Dragovoljac Zagreb | 33  | 32 | 8  | 9  | 15 | 35 | 57 | -22  |
| 6.   | NK Marsonia P                  | 29  | 32 | 7  | 8  | 16 | 41 | 68 | -27  |

| Légende : Qualifications et relégations | Légende : Qualifications et relégations          |
| --------------------------------------- | ------------------------------------------------ |
|                                         | Participation à la poule de promotion-relégation |

#### Barrage de promotion-relégation
| Équipe 1      | Résultat | Équipe 2         | Aller | Retour |
| ------------- | -------- | ---------------- | ----- | ------ |
| NK Solin (D2) | 5 - 5    | NK Marsonia (D1) | 5 - 2 | 0 - 3  |

- Le NK Marsonia se maintient en D1 au bénéfice des buts marqués à l'extérieur.

## Bilan de la saison
| Tableau d'Honneur                  |                |
| Compétition                        | Vainqueur      |
| Championnat de Croatie de football | Hajduk Split   |
| Coupe de Croatie de football       | Croatia Zagreb |

| Qualifications européennes 2000-2001 |                                             |
| Ligue des champions 2001-2002        | Qualifié                                    |
| 2e tour préliminaire                 | Hajduk Split                                |
| Coupe UEFA 2001-2002                 | Qualifiés                                   |
| Tour préliminaire                    | Dinamo Zagreb NK Osijek NK Varteks Varazdin |
| Coupe Intertoto 2001                 | Qualifiés                                   |
| 1er tour                             | NK Slaven Belupo NK Zagreb                  |

| Promotions et relégations |                                                                      |
| Relégué en 2e division    | Aucun                                                                |
| Promus en Prva HNL        | NK Kamen Ingrad Velika NK Pomorac Kostrena NK Zadar NK TSK Topolovac |